# Daniel Schultz
Jerzy Daniel Schultz, Daniel Schultz młodszy (ur. 1615 w Gdańsku, zm. 1683 tamże) – malarz barokowy uznawany za jednego z najwybitniejszych artystów aktywnych w Rzeczypospolitej Obojga Narodów w XVII wieku.
Malarz nadworny Jana II Kazimierza, Michała Korybuta Wiśniowieckiego oraz Jana III Sobieskiego.

## Życiorys
Pochodził z rodziny artystów. Przez pięć lat uczył się u swego wuja Daniela Schultza starszego. Od 1646 podróżował po Niderlandach, gdzie studiował. Do Polski powrócił około 1649 roku i wkrótce został portrecistą króla Jana Kazimierza.
Był nadwornym malarzem Jana II Kazimierza, Michała Korybuta Wiśniowieckiego, oraz Jana III Sobieskiego. Podczas panowania Michała Korybuta posiadał swoje pracownie na Zamku Królewskim w Warszawie i w Pałacu Wilanowskim
Malował realistyczne portrety królewskie i magnackie oraz obrazy religijne i animalistyczne.

## Wybrane dzieła
- Kogut i kury (ok. 1660) – Gdańsk, Muzeum Narodowe – Oddział Sztuki Dawnej
- Polowanie na kaczki (1658) – Gdańsk, Muzeum Narodowe – Oddział Sztuki Dawnej
- Trzy lisy (1660) – Gdańsk, Muzeum Narodowe – Oddział Sztuki Dawnej
- Ptasie podwórko (po 1660) – Moskwa, Muzeum Puszkina
- Trofea myśliwskie w spiżarni (1646) – Florencja, Palazzo Pitti
- Portret Jana Kazimierza w stroju polskim (ok. 1650) – Gripsholm, Zamek Królewski
- Portret Stanisława Krasińskiego (ok. 1653) – Warszawa, Muzeum Narodowe
- Portret Jana Kazimierza (ok. 1659) – Warszawa, Pałac Na Wyspie, Muzeum Łazienki Królewskie
- Personifikacja jesieni (1660–1670) – Sztokholm, Nationalmuseum
- Portret Dedesza Agi ze świtą (1664) – St. Petersburg, Ermitaż
- Portret Andrzeja Trzebickiego (1664) – Kraków, klasztor Franciszkanów
- Błogosławiony Alojzy (ok. 1665) – Warszawa, kościół Sióstr Wizytek
- Portret królowej Ludwiki Marii (ok. 1667) – Warszawa, Muzeum Narodowe
- Portret Michała Korybuta Wiśniowieckiego (1669) – Kraków, Zamek Królewski na Wawelu
- Portret Klary Pacowej (ok. 1670) – Kowno, Muzeum Ciurlionisa
- Portret Konstancji Schumann (1670–1680) – Gdańsk, Muzeum Narodowe – Oddział Sztuki Dawnej
- Portret Jana Heweliusza (1677) – Gdańsk, Biblioteka PAN
- Lis i winogrona (1648) – Gdańsk, Muzeum Narodowe – Oddział Sztuki Dawnej
- Portret Karola Ferdynanda Wazy – Muzeum w Nysie

## Galeria

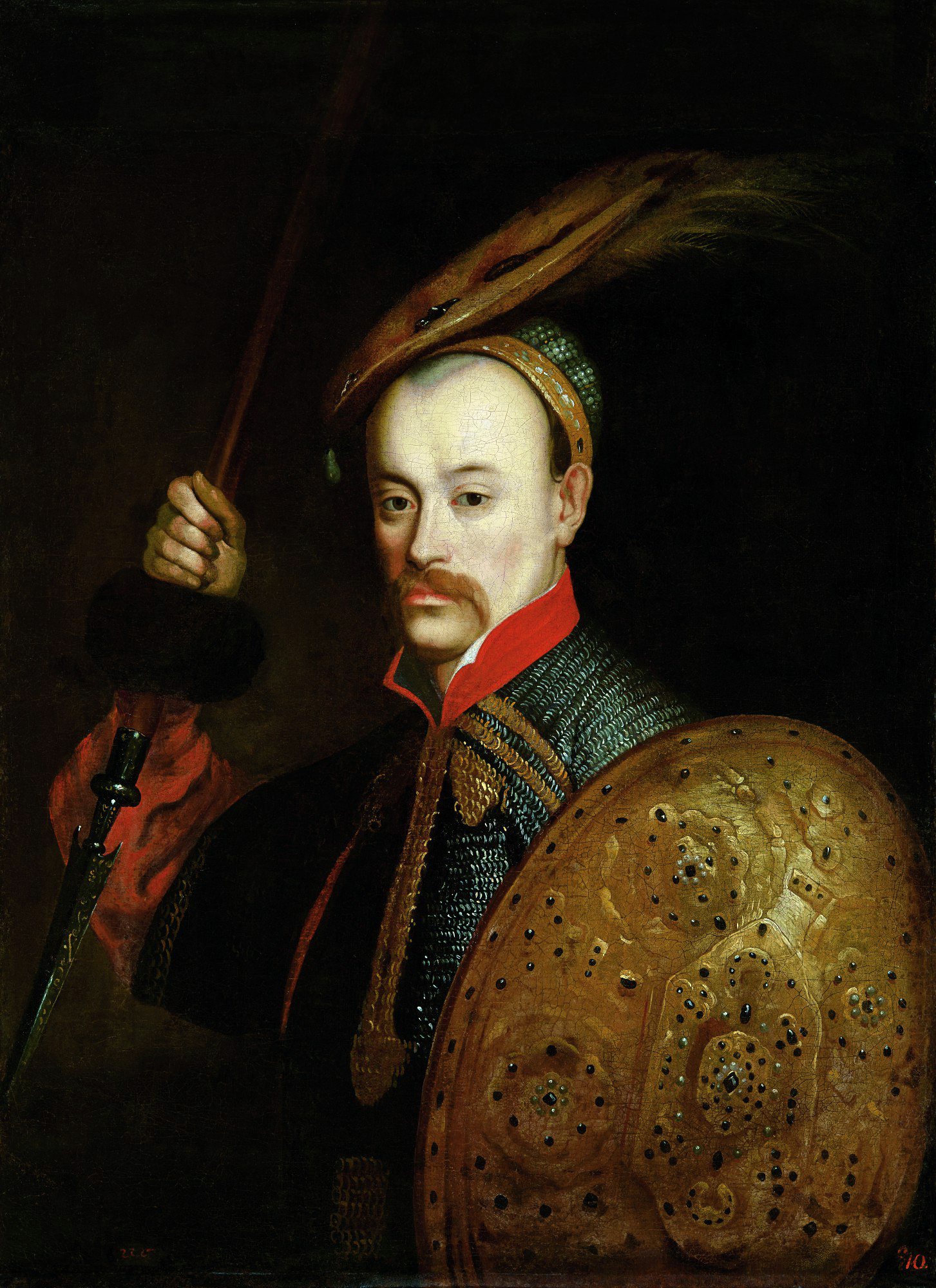
Portret hetmana polnego litewskiego Wincentego Korwina Gosiewskiego (ok. 1650–1651), Pałac Na Wyspie, Łazienki Królewskie w Warszawie
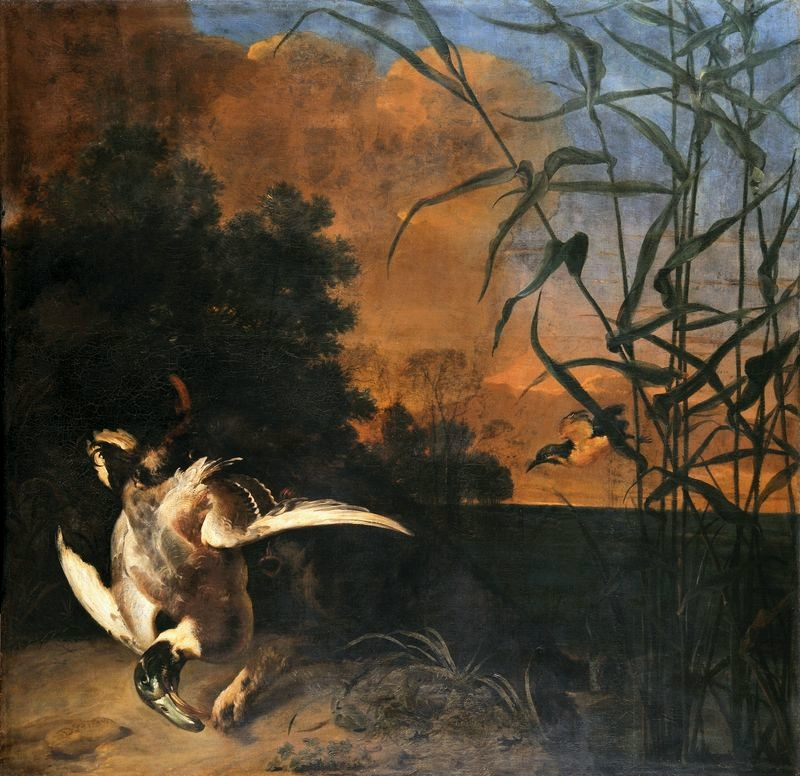
Polowanie na kaczki (1658), Muzeum Narodowe w Gdańsku – Oddział Sztuki Dawnej
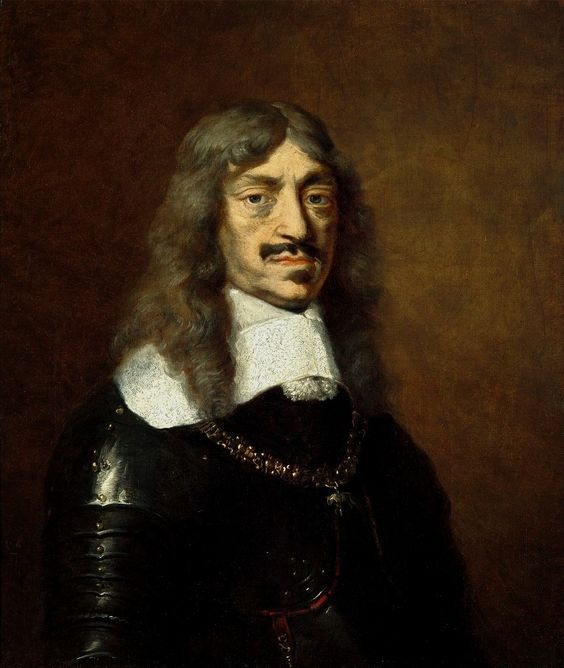
Portret króla Jana II Kazimierza Wazy (ok. 1658), Zamek Królewski w Warszawie
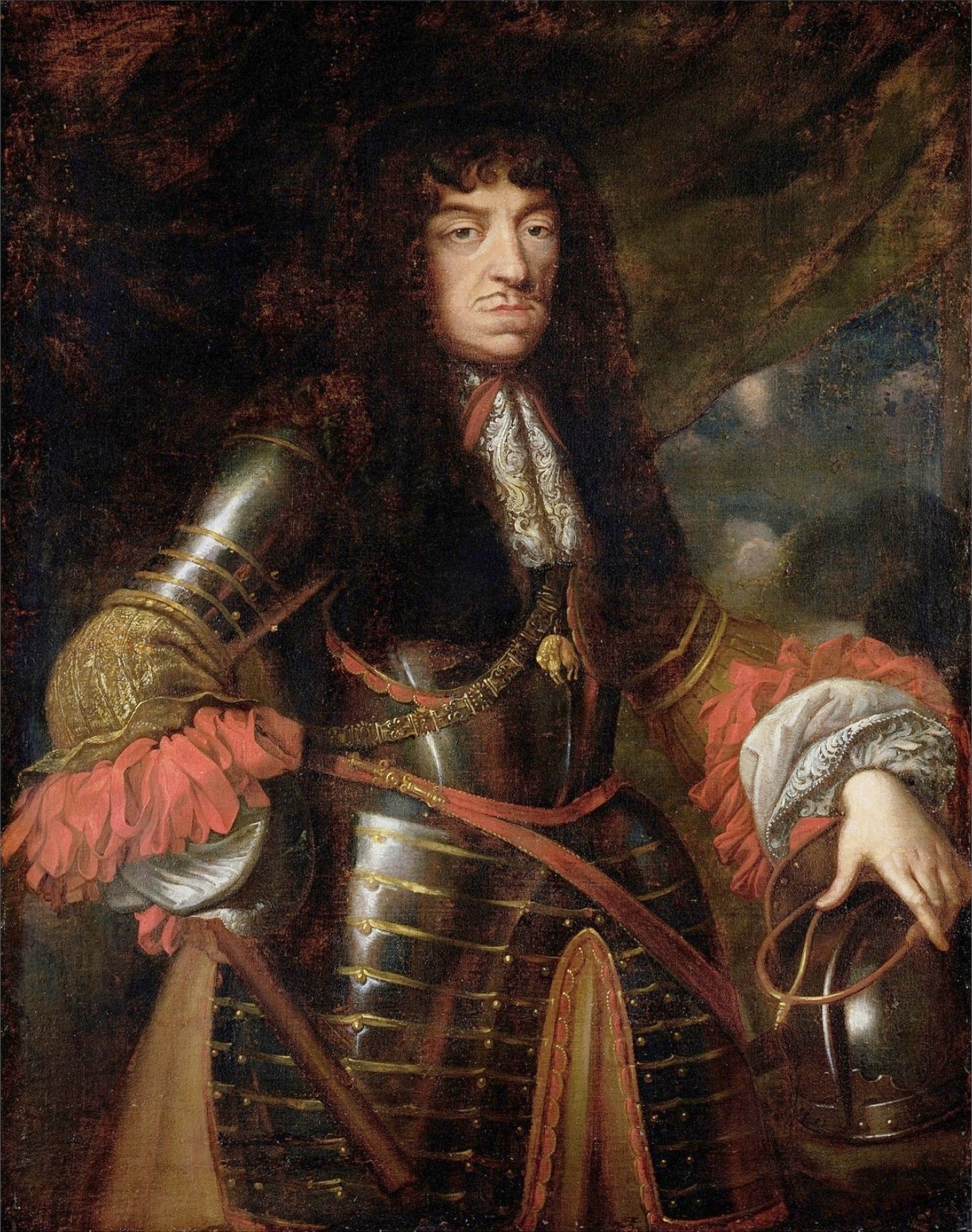
Portret króla Jana II Kazimierza Wazy (ok. 1660), Musée de Cambrai
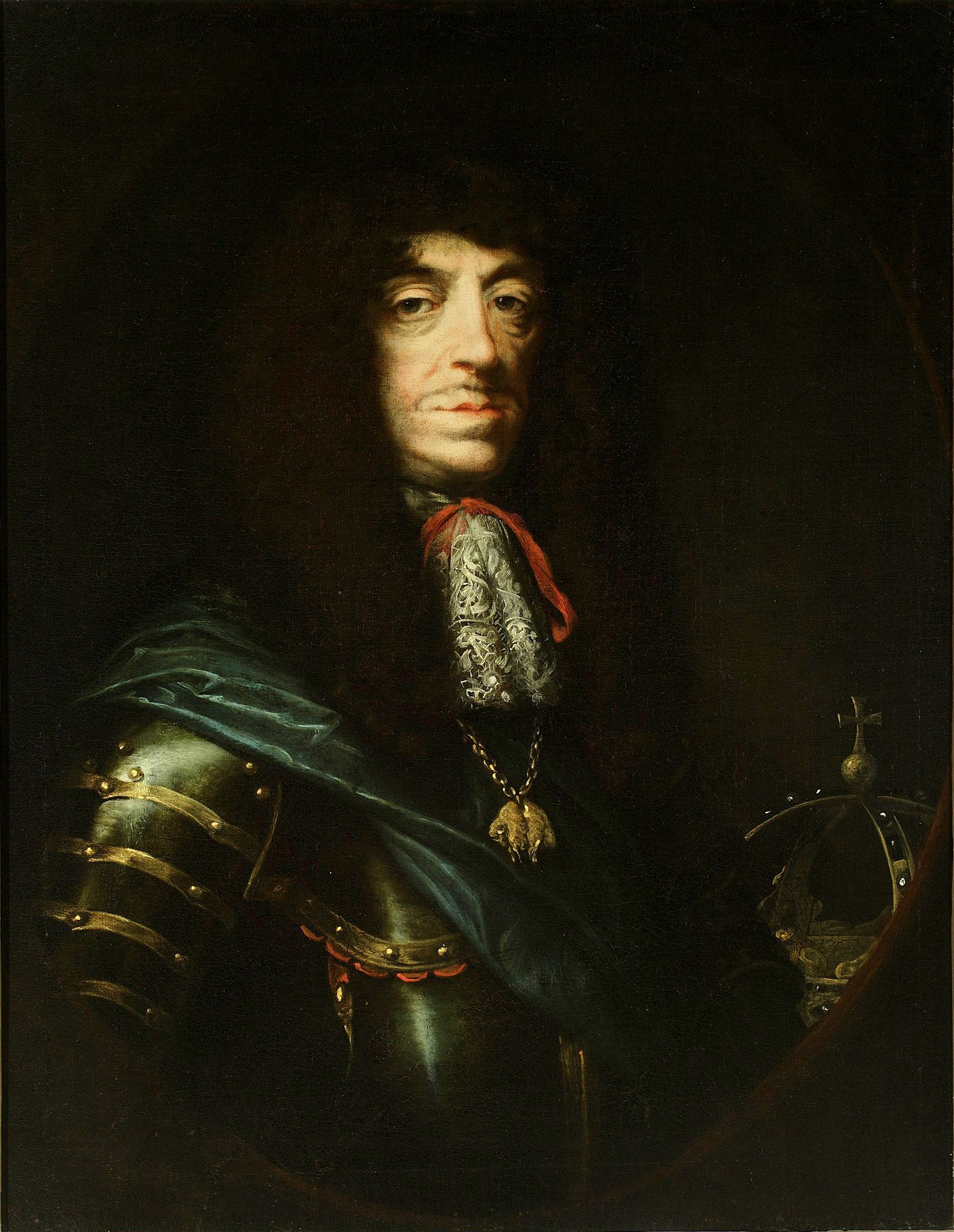
Portret króla Jana II Kazimierza Wazy (po 1660), Muzeum Narodowe w Warszawie
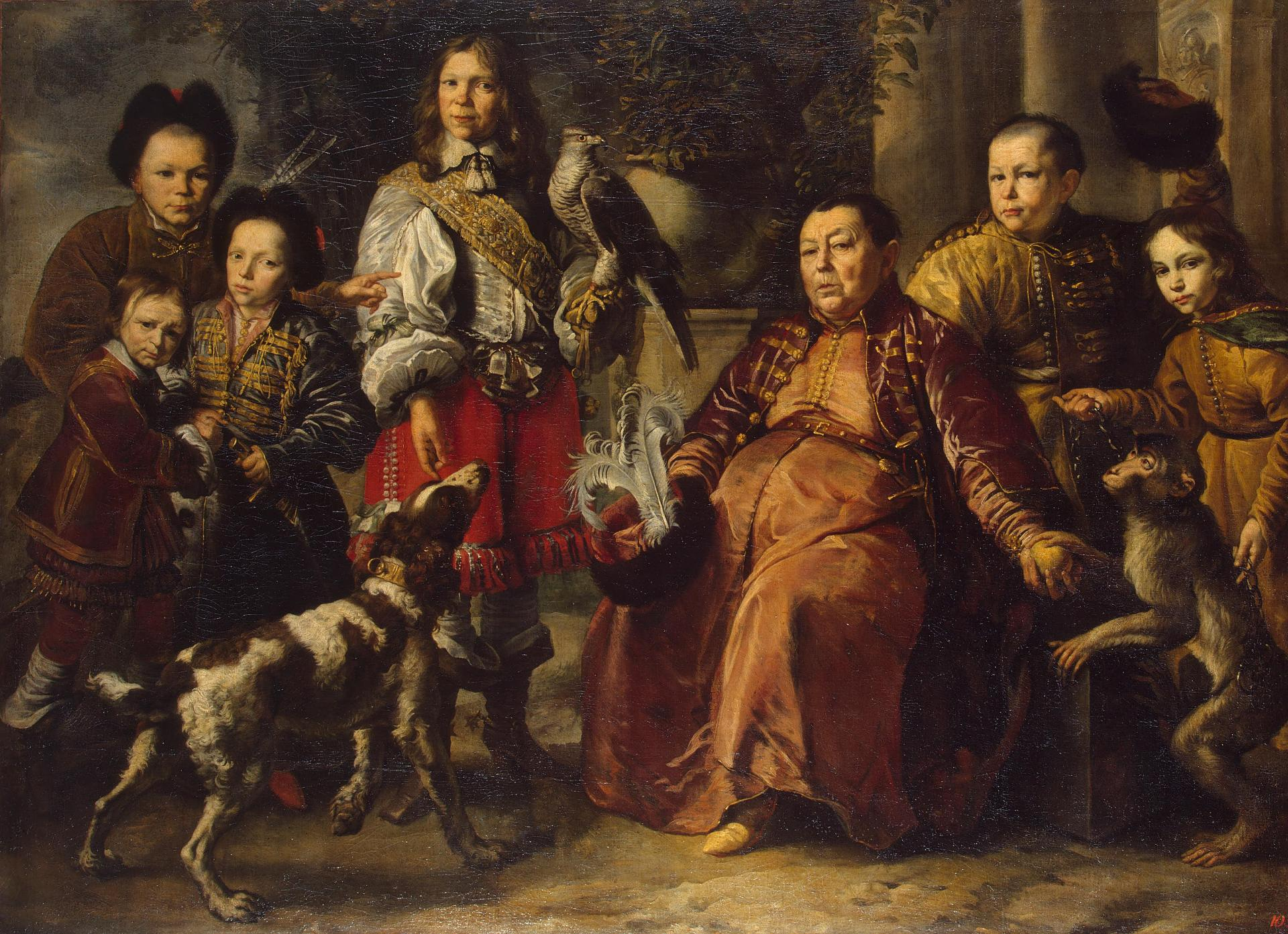
Krymski sokolnik króla Jana Kazimierza z rodziną (1664), Ermitaż
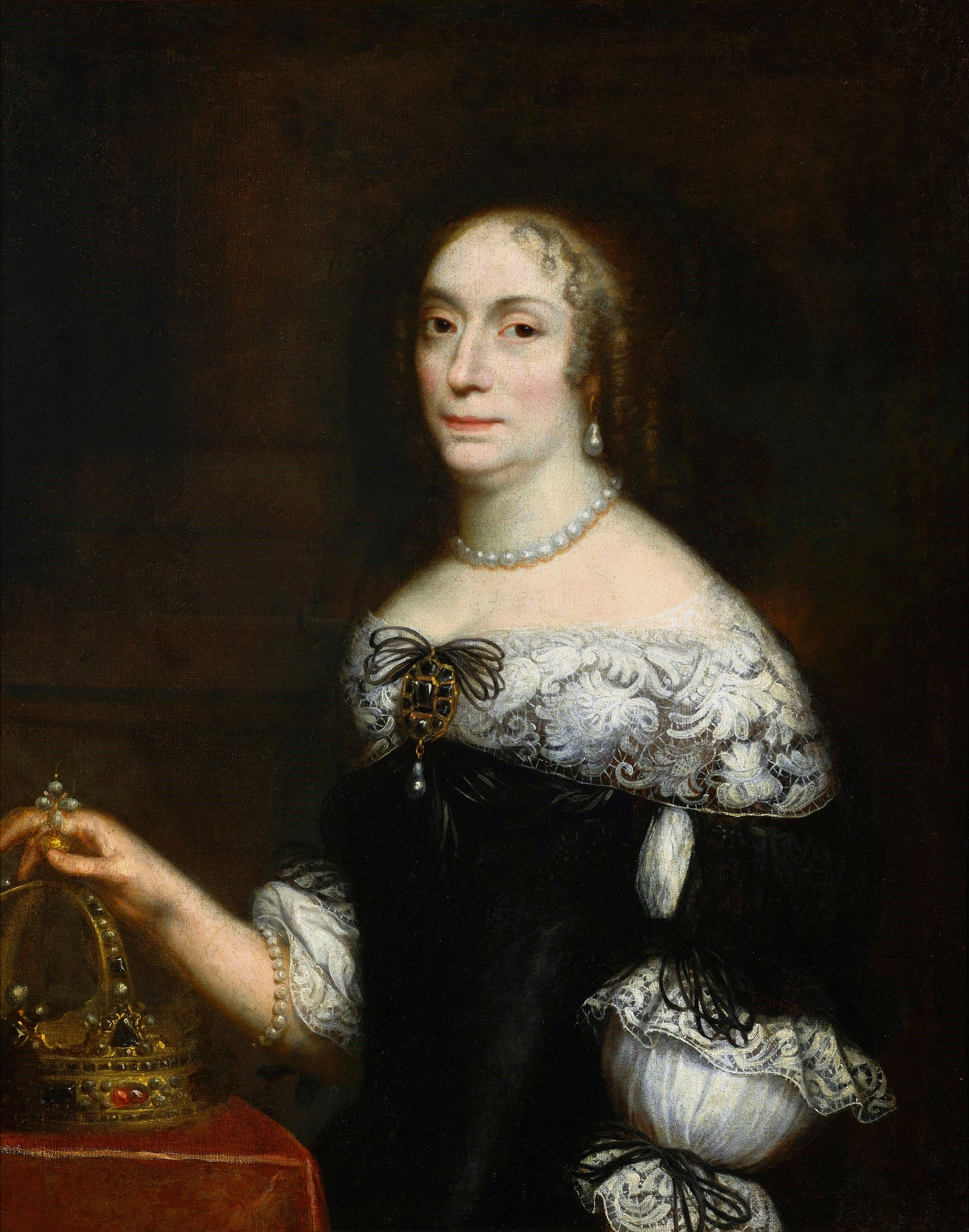
Portret Marii Luizy Gonzagi (przed 1667), Muzeum Narodowe w Warszawie
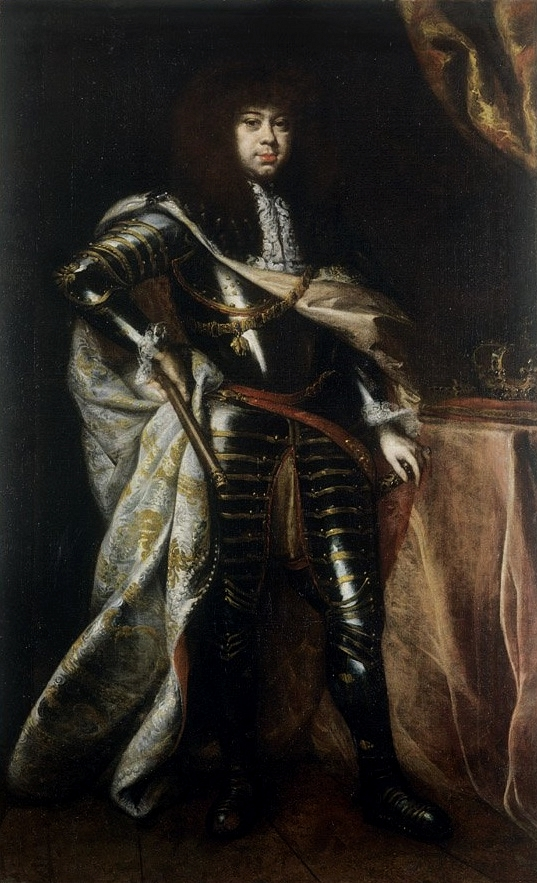
Portret Króla Michała Korybuta Wiśniowieckiego (ok. 1669), Zamek Królewski na Wawelu
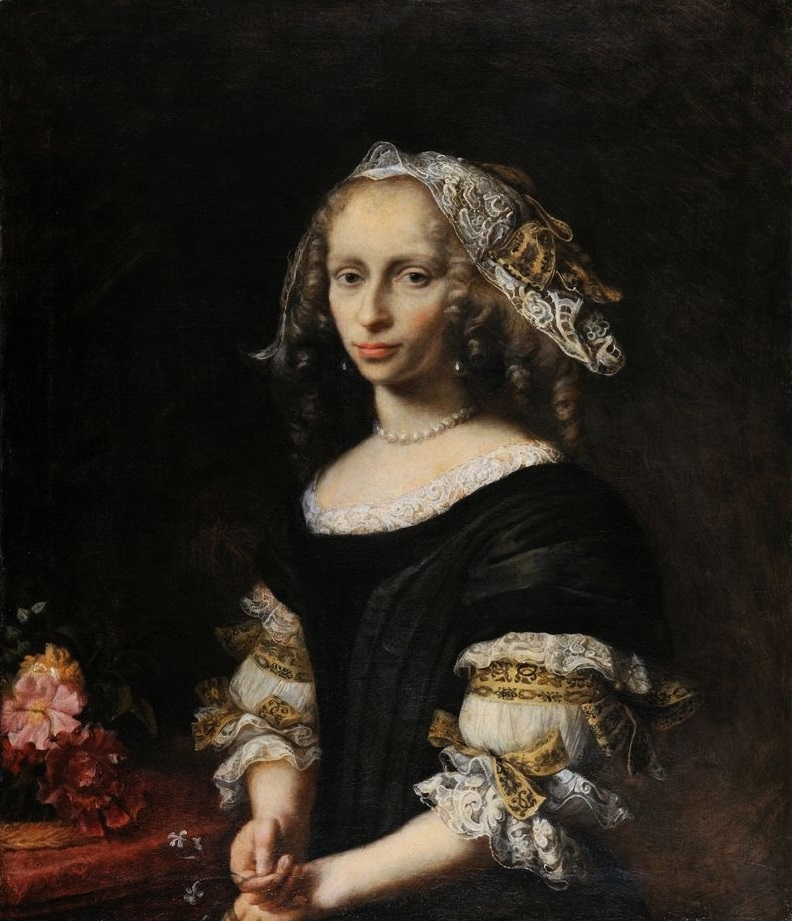
Portret Konstancji Schumann (1670–1680), Muzeum Narodowe w Gdańsku – Oddział Sztuki Dawnej
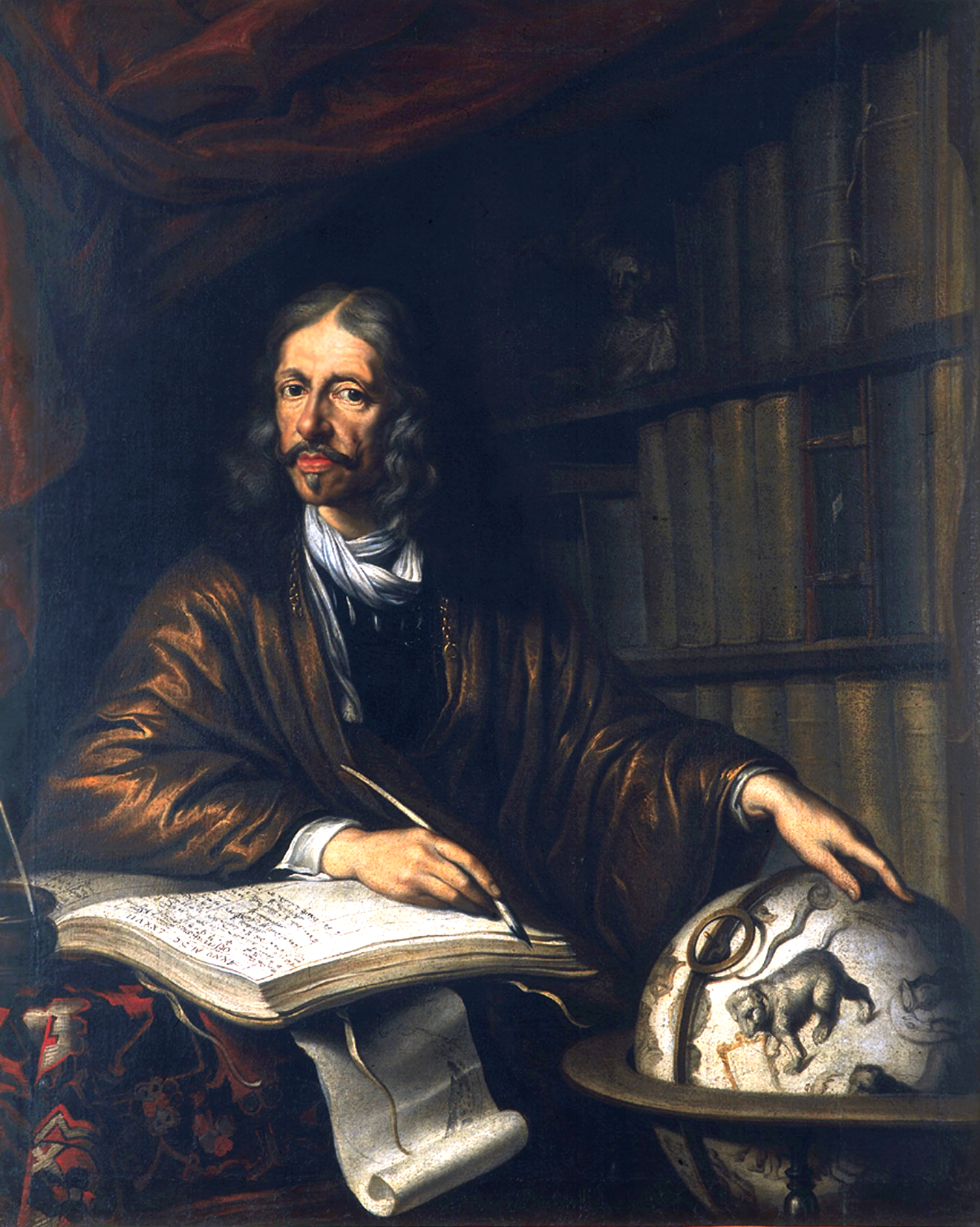
Portret Jana Heweliusza (1677), Biblioteka Polskiej Akademii Nauk w Gdańsku
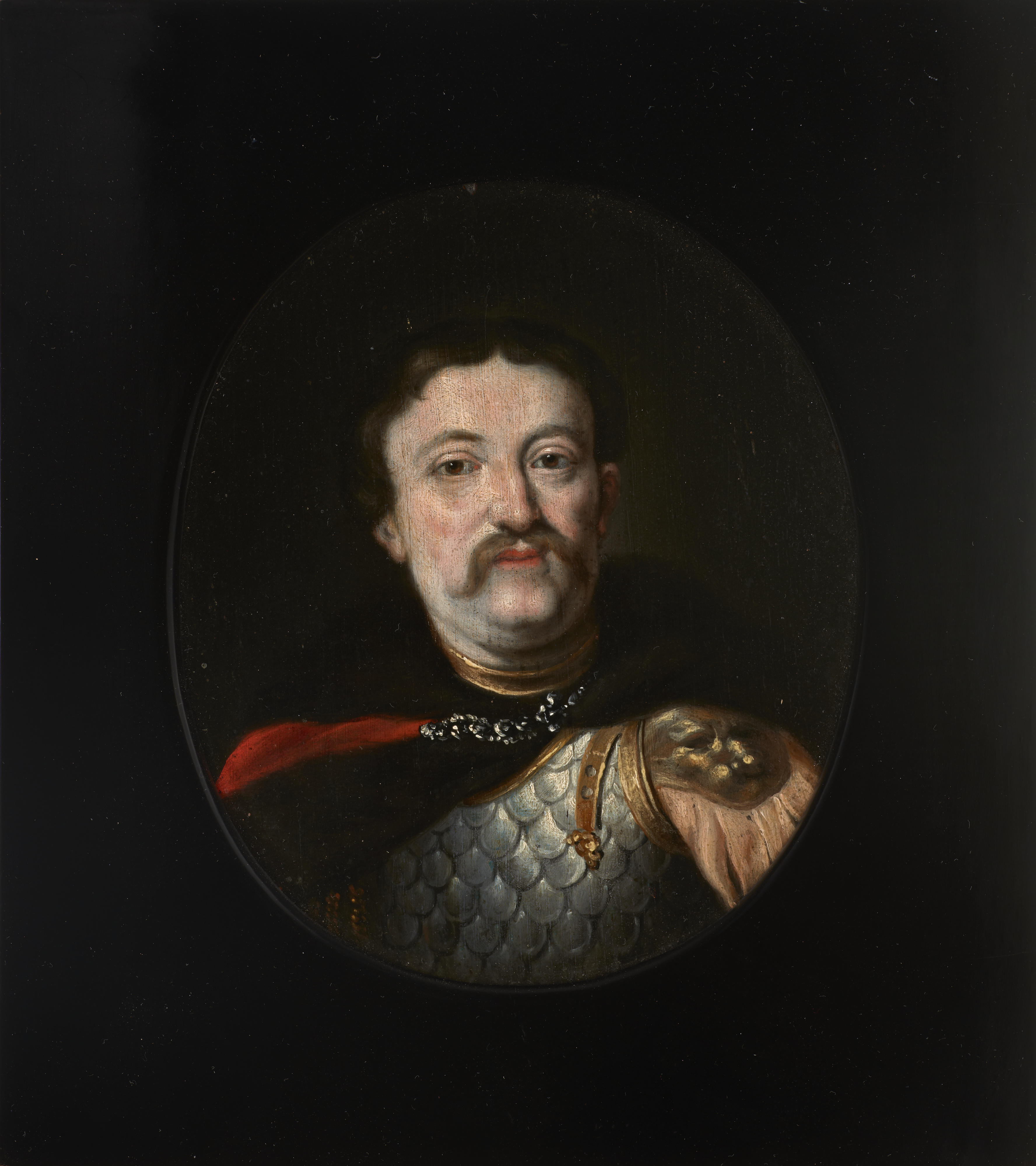
Portret Jana III Sobieskiego, króla Polski (lata 70. XVII wieku), Muzeum Narodowe w Krakowie
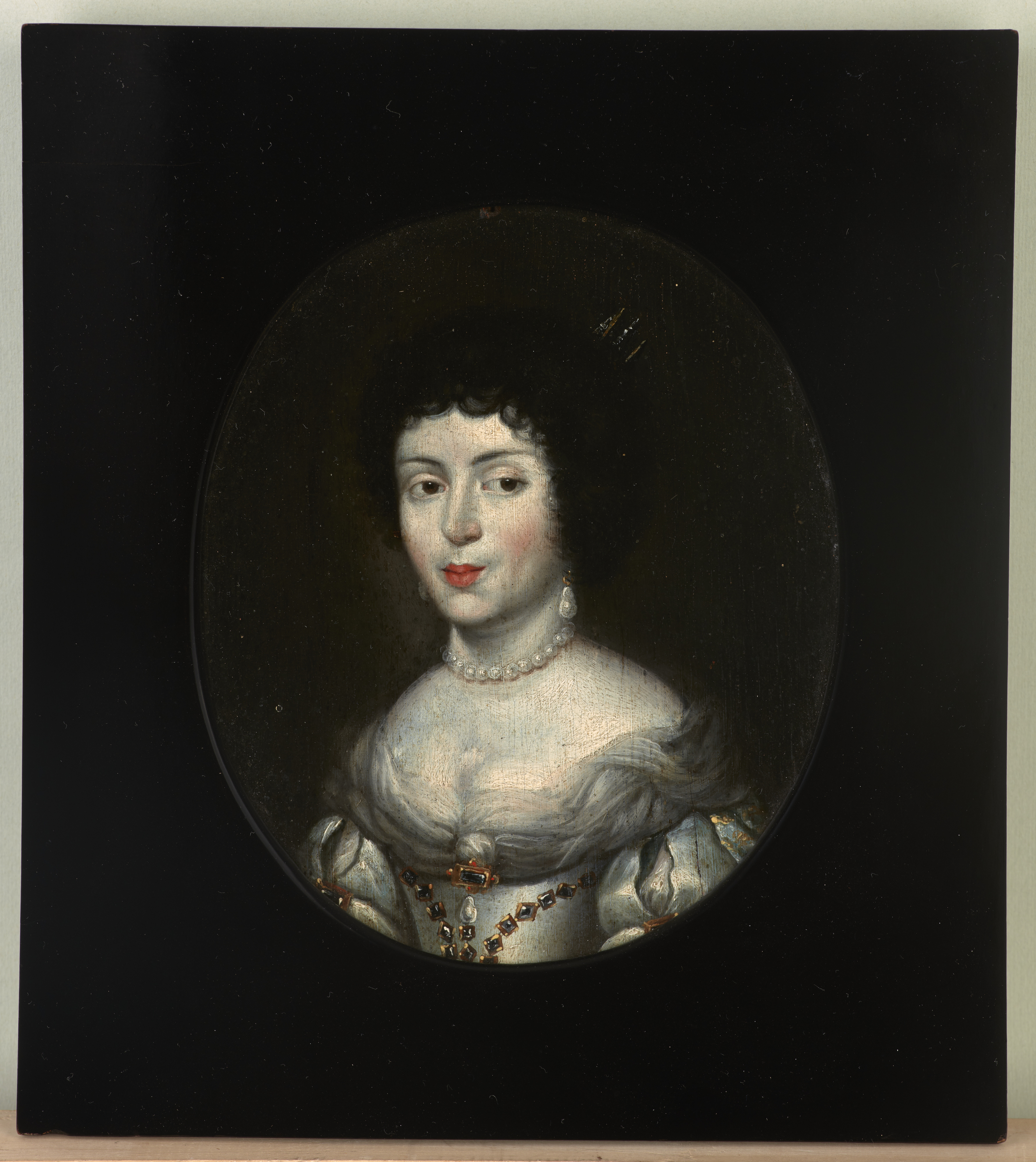
Portret Marii Kazimiery de la Grange d’Arquien Sobieskiej, zwanej Marysieńką, królowej Polski, żony Jana III Sobieskiego (lata 70. XVII wieku), Muzeum Narodowe w Krakowie